# スーパープレスティージュ (シクロクロス)
スーパープレスティージュ（Superprestige）とは、シクロクロスにおけるシーズンシリーズ戦の名称。ベルギー各地域で行われる単発レース主催者が共同で運営を行っているが、対象レースは一部オランダでも行われている。
開始は1982年〜1983年シーズンからで、同様のシリーズ戦であるGvA・トロフェー（1987年〜1988年シーズンより開始）、UCIシクロクロスワールドカップ（1993年〜1994年シーズンより開始）よりも古い。対象カテゴリは、当初は男子プロ（現在はエリート）のみを対象としていたが、2001年〜2002年シーズンからジュニア、翌シーズンからは23歳以下(U23)、2011年〜2012年シーズンからは女子も加わることになった。

## 歴代総合優勝者
男子エリート
| 年        | 選手名                       | 国籍     |
| --------- | ---------------------------- | -------- |
| 1982-1983 | ヘニー・スタムスナイデル     | オランダ |
| 1983-1984 | ヘニー・スタムスナイデル     | オランダ |
| 1984-1985 | ロラン・リボトン             | ベルギー |
| 1985-1986 | ロラン・リボトン             | ベルギー |
| 1986-1987 | ヘニー・スタムスナイデル     | オランダ |
| 1987-1988 | ロラン・リボトン             | ベルギー |
| 1988-1989 | ヘニー・スタムスナイデル     | オランダ |
| 1989-1990 | ダニー・デ・ビー             | ベルギー |
| 1990-1991 | ラドミール・シムーネクSr.    | チェコ   |
| 1991-1992 | ラドミール・シムーネクSr.    | チェコ   |
| 1992-1993 | ダニエーレ・ポントーニ       | イタリア |
| 1993-1994 | ダニエーレ・ポントーニ       | イタリア |
| 1994-1995 | ラドミール・シムーネクSr.    | チェコ   |
| 1995-1996 | ルカ・ブラマティ             | イタリア |
| 1996-1997 | アドリ・ファン・デル・プール | オランダ |
| 1997-1998 | リハルト・フルネンダール     | オランダ |
| 1998-1999 | スヴェン・ネイス             | ベルギー |
| 1999-2000 | スヴェン・ネイス             | ベルギー |
| 2000-2001 | リハルト・フルネンダール     | オランダ |

| 年        | 選手名                         | 国籍     |
| --------- | ------------------------------ | -------- |
| 2001-2002 | スヴェン・ネイス               | ベルギー |
| 2002-2003 | スヴェン・ネイス               | ベルギー |
| 2003-2004 | バルト・ウェレンス             | ベルギー |
| 2004-2005 | スヴェン・ネイス               | ベルギー |
| 2005-2006 | スヴェン・ネイス               | ベルギー |
| 2006-2007 | スヴェン・ネイス               | ベルギー |
| 2007-2008 | スヴェン・ネイス               | ベルギー |
| 2008-2009 | スヴェン・ネイス               | ベルギー |
| 2009-2010 | ズデネク・シュティバル         | チェコ   |
| 2010-2011 | スヴェン・ネイス               | ベルギー |
| 2011-2012 | スヴェン・ネイス               | ベルギー |
| 2012-2013 | スヴェン・ネイス               | ベルギー |
| 2013-2014 | スヴェン・ネイス               | ベルギー |
| 2014-2015 | マチュー・ファン・デル・プール | オランダ |
| 2015-2016 | ワウト・ファン・アールト       | ベルギー |
| 2016-2017 | マチュー・ファン・デル・プール | オランダ |
| 2017-2018 | マチュー・ファン・デル・プール | オランダ |
| 2018-2019 | マチュー・ファン・デル・プール | オランダ |
| 2019-2020 | ラウレンス・スウェーク         | ベルギー |

| 年        | 選手名                       | 国籍     |
| --------- | ---------------------------- | -------- |
| 2020-2021 | トーン・アールツ             | ベルギー |
| 2021-2022 | エリ・イーゼルビット         | ベルギー |
| 2022-2023 | ラルス・ファン・デル・ハール | オランダ |

女子エリート
| 年        | 選手名                                 | 国籍     |
| --------- | -------------------------------------- | -------- |
| 2011-2012 | ニッキ・ハリス（非公式）               | イギリス |
| 2012-2013 | サンヌ・カント（非公式）               | ベルギー |
| 2013-2014 | －                                     | －       |
| 2014-2015 | －                                     | －       |
| 2015-2016 | サンヌ・カント                         | ベルギー |
| 2016-2017 | サンヌ・カント                         | ベルギー |
| 2017-2018 | サンヌ・カント                         | ベルギー |
| 2018-2019 | サンヌ・カント                         | ベルギー |
| 2019-2020 | セイリン・デル・カルメン・アルバラード | オランダ |
| 2020-2021 | ルシンダ・ブランド                     | オランダ |
| 2021-2022 | ルシンダ・ブランド                     | オランダ |
| 2022-2023 | セイリン・デル・カルメン・アルバラード | オランダ |